# God Macabre
God Macabre war eine Death-Metal-Band aus Vålberg in Schweden. Sie gilt als eine der wichtigsten Bands in der schwedischen Death-Metal-Szene der frühen 1990er Jahre.

## Bandgeschichte
Die Band wurde 1988 als Grindcoreband unter dem Namen Botten På Burken gegründet und benannte sich kurz darauf in Macabre End um. Das einzige Demo wurde ein Jahr nach Veröffentlichung als EP wiederveröffentlicht. 1991 benannte sich die Band dann in God Macabre um und erhielt einen Plattenvertrag bei dem deutschen Musiklabel M.B.R. Records bei dem auch das einzige Album The Winterlong erschien. Kurze Zeit später löste sich die Band auf. Das Album wurde 2002 von Relapse Records wiederveröffentlicht.

## Diskografie

### Als Macabre End
- 1990 Consumed By Darkness (Demo)
- 1991 Consumed By Darkness (EP)

### Als God Macabre
- 1993 The Winterlong